# الحضنة
الحضنة هي منطقة طبيعية في الجزائر تقع بين سلسلة جبال الأطلس التلي، والأطلس الصحراوي في الطرف الشرقي من الهضاب العليا، تقع الحضنة في القسم الشمالي الشرقي من ولاية المسيلة والقسم الغربي من ولاية باتنة.
عاصمتها المسيلة، وهي مشهورة بتربية الأغنام والشط (البحيرة المالحة) التي أخذت منها اسمها. تحتوي ثنايا جبال الحضنة على أطلال قلعة بني حماد.